# JR四國1200型柴聯車
JR四國1200型柴聯車是日本四国旅客鐵道（JR四国）的单節车編組柴聯車， 自2008年開始使用於地方區間車服务。本系列的18辆车是由舊有的1000型柴聯車改装而来，以便與新型的1500型柴聯車重聯運轉。

## 營運
1200型柴聯车運行於下列路線。
- 高德线
- 德岛线
- 牟崎线
- 土讚线

## 内部
与1000型一样，車廂內一侧配置纵向长條椅，另一侧則為横向座椅。 所有的1200型车廂都有厕所。  

## 历史
在2008年6月至2008年10月之间，改裝了18輛製造於1992年至1997年间的1000型柴聯車，以使其相容於新型的1500型柴聯車。它们採用新的塗裝：不銹鋼車體未上漆，但在驾驶室端面和乘客门以綠色點綴。